# Serykbołsyn Äbdyldin
Serykbołsyn Äbdyldauły Äbdyldin (ros. Серикболсын Абдильдаевич Абдильдин, ur. 25 listopada 1937 we wsi Kyzyłkesek w rejonie Aksuat, zm. 31 grudnia 2019 w Ałmaty) – kazachski i radziecki polityk, przywódca Komunistycznej Partii Kazachstanu w latach 1996–2010, przewodniczący Rady Najwyższej Republiki Kazachstanu w latach 1991–1993, kandydat na prezydenta Kazachstanu w 1999 roku.

## Życiorys
W 1960 ukończył instytut rolniczy i do 1963 był głównym agronomem w sowchozach w obwodzie semipałatyńskim. 1963–1966 aspirant, a 1966–1967 starszy wykładowca w Kazachstańskim Instytucie Badań Gospodarczych i Rolniczych. 1967–1976 kierownik pododdziału, zastępca kierownika oddziału i zastępca szefa Państwowego Komitetu Planowania Kazachskiej SRR. Od 1981 do rozpadu ZSRR członek KC Komunistycznej Partii Kazachskiej SRR. 1982–1985 I zastępca ministra rolnictwa Kazachskiej SRR, rektor Wyższej Szkoły Zarządzania Kompleksem Rolniczo-Przemysłowym, 1985–1987 I zastępca przewodniczącego Gosagroproma Kazachskiej SRR, 1987–1991 stały przedstawiciel Rady Ministrów Kazachskiej SRR w Moskwie przy Radzie Ministrów ZSRR, 1990–1991 zastępca przewodniczącego Rady Najwyższej Kazachskiej SRR. Deputowany do Rady Najwyższej Kazachskiej SRR 11 kadencji. Od momentu ogłoszenia niepodległości Kazachstanu w 1991 do grudnia 1993 przewodniczący Rady najwyższej Republiki Kazachstanu. W 1994 przeszedł do opozycji. W kwietniu 1996 został pierwszym sekretarzem nowo utworzonej Komunistycznej Partii Kazachstanu. Od października 1999 współprzewodniczący Forum Demokratycznych Sił Kazachstanu. W wyborach prezydenckich w 1999 uzyskał 857 386 głosów, czyli 11,70% poparcia, zajmując drugie miejsce po zwycięzcy, Nursułtanie Nazarbajewie. Od 2002 członek Rady Politycznej pozarządowej organizacji „Demokratyczny Wybór Kazachstanu”. Od 2004 wiceprzewodniczący Związku Partii Komunistycznych – Komunistycznej Partii Związku Radzieckiego. Od 2 listopada 2004 członek Narodowej Komisji na Rzecz Demokracji i Społeczeństwa Obywatelskiego – ustanowionej jako organ konsultacyjno-doradczy przy Prezydencie Republiki Kazachstanu; po jej rozwiązaniu 20 marca 2006 był członkiem powołanej w jej miejsce Państwowej Komisji dla Rozwoju i Konkretyzacji Reform Demokratycznych w Republice Kazachstanu. 17 kwietnia 2010 na stanowisku szefa partii komunistycznej zastąpił go Gaziz Ałdamdżarow.
Zmarł 1 stycznia 2020.

## Odznaczenia
- Order Baris (Kazachstan)
- Order Jedności (Wspólnota Niepodległych Państw)
- Order Czerwonego Sztandaru Pracy (dwukrotnie – ZSRR)
- Order „Znak Honoru” (ZSRR)